# The Audition (film 2015)
The Audition è un cortometraggio del 2015 diretto da Martin Scorsese.
Il cortometraggio, con protagonisti Scorsese, Leonardo DiCaprio, Robert De Niro e Brad Pitt, è stato prodotto per pubblicizzare due nuovi casinò: Studio City e City of Dreams Manila.

## Trama
Leonardo DiCaprio e Robert De Niro si contendono, all'interno di un casinò, il ruolo da protagonista nel prossimo film di Martin Scorsese.

## Produzione
Il costo del cortometraggio è stato di circa 60-70 milioni di dollari, dei quali circa 8 sono andati ad ogni attore protagonista.
Le riprese si sono svolte tra Manila, nelle Filippine, e Macao, in Cina.

## Promozione
Il primo trailer del cortometraggio viene diffuso il 14 gennaio 2015.

## Distribuzione
Inizialmente il corto doveva essere presentato in anteprima mondiale, fuori concorso, alla 72ª Mostra internazionale d'arte cinematografica di Venezia, ma il 29 agosto, attraverso un comunicato, viene annunciato che «la copia non sarà disponibile in tempi utili per imprevisti problemi di natura tecnica».